# Antonio Carlos Souza da Silva Junior
Antonio Carlos Souza da Silva Junior, genannt Antonio Carlos, (* 17. September 1994 in Belo Horizonte) ist ein ehemaliger brasilianischer Fußballspieler. Der Linksfuß lief vorwiegend als Abwehrspieler auf.

## Karriere
Antonio Carlos erhielt seine fußballerische Ausbildung beim Cruzeiro EC. Nach Einsätzen im Jugendbereich, stieg er 2014 in den Profikader auf, kam aber zu keinen Einsätzen. Anfang 2015 erfolgte dann der Wechsel auf Leihbasis nach Portugal zum Marítimo Funchal. Hier kam er nur zu Spielen in der zweiten Mannschaft des Klubs und kehrte Anfang 2016 zu seinem Heimatklub zurück. Dieser verlieh Antonio Carlos zunächst zu den Staatsmeisterschaften 2016 an den Villa Nova AC. Ende Juli 2016 wechselte Antonio Carlos dann zu Red Bull Brasil. Für diesen bestritt er drei Spiele im Staatspokal von São Paulo. Am Ende des Jahres verließ er den Klub wieder und ging zum SE Patrocinense nach Patrocínio. Mit diesem trat er in der zweiten Liga der Staatsmeisterschaft von Minas Gerais an. Danach endete sein Kontrakt. 2018 hatte der Spieler noch einen Kontrakt bei CE Arraial do Cabo. Danach beendete er seine aktive Laufbahn.